# Адбара-Кебір
Адбара́-Кебі́р (Адбара) — невеликий острів в Червоному морі в архіпелазі Дахлак, належить Еритреї, адміністративно відноситься до району Дахлак регіону Семіен-Кей-Бахрі.

## Географія
Розташований на південний захід від острова Нора. Має овальну, видовжену з північного сходу на південний захід, форму. Довжина 1,4 км, ширина до 700 м. Острів облямований піщаними мілинами та кораловими рифами.